# Claude Yersin
Pour les articles homonymes, voir Yersin.
 (janvier 2017).
Si vous disposez d'ouvrages ou d'articles de référence ou si vous connaissez des sites web de qualité traitant du thème abordé ici, merci de compléter l'article en donnant les références utiles à sa vérifiabilité et en les liant à la section « Notes et références ».
Claude Yersin, né le 28 mars 1940, est un comédien, metteur en scène et directeur de théâtre français.
Il dirige le Nouveau théâtre d'Angers, centre dramatique national, de 1986 à 2006. Frédéric Bélier-Garcia lui succède.

## Comédien
- 1967 : Les Derniers de Maxime Gorki, mise en scène Jean Dasté, Comédie de Saint-Étienne
- 1969 : Avoir de Julius Hay, mise en scène Pierre Vial, Comédie de Saint-Étienne
- 1969 : La Grande Enquête de François-Félix Kulpa de Xavier Pommeret, mise en scène Antoine Vitez, Théâtre des Amandiers
- 1970 : La Grande Enquête de François-Félix Kulpa de Xavier Pommeret, mise en scène Antoine Vitez, Maison de la Culture d'Amiens, Théâtre de la Cité internationale
- 1972 : La Grande Enquête de François-Félix Kulpa de Xavier Pommeret, mise en scène Antoine Vitez, Théâtre Romain Rolland Villejuif
- 1973 : Martin Luther et Thomas Münzer ou Les Débuts de la comptabilité de Dieter Forte, mise en scène Jo Tréhard et Michel Dubois, Théâtre de l'Est parisien

## Metteur en scène
- 1975 : Jongleurs d'après Dario Fo, Comédie de Caen
- 1977 : Lorenzaccio d'Alfred de Musset, Comédie de Caen
- 1978 : Les Mères grises de Daniel Besnehard, Festival d'Avignon
- 1978 : Prélude à un déjeuner sur l'herbe d'Olwen Wymark (en), Comédie de Caen, Théâtre national de Chaillot
- 1979 : Antigone d'après Sophocle, Comédie de Caen
- 1980 : Ella de Herbert Achternbusch, Comédie de Caen, Festival d'Avignon
- 1980 : Concert à la carte de Franz Xaver Kroetz, Festival d'Avignon, Comédie de Caen
- 1982 : L'Étang gris de Daniel Besnehard, Comédie de Caen
- 1983 : De l'huile et L'Endroit marqué d'une croix d'Eugène O'Neill, Comédie de Caen
- 1984 : Usinage de Daniel Lemahieu, Comédie de Caen, Théâtre national de Strasbourg
- 1986 : Neige et sables de Daniel Besnehard, Comédie de Caen
- 1986 : Arromanches de Daniel Besnehard, Nouveau théâtre d'Angers
- 1986 : Les Voix intérieures d'Eduardo De Filippo, Nouveau théâtre d'Angers, Théâtre de l'Est parisien
- 1988 : Père d'August Strindberg, Nouveau théâtre d'Angers, Théâtre de l'Est parisien
- 1988 : Les Eaux et Forêts de Marguerite Duras, Nouveau théâtre d'Angers
- 1988 : Mala Strana de Daniel Besnehard, Nouveau théâtre d'Angers
- 1989 : En attendant Godot de Samuel Beckett, Nouveau théâtre d'Angers, Théâtre national de Strasbourg
- 1990 : Minna von Barnheim ou la Fortune du soldat de Gotthold Ephraïm Lessing, Nouveau théâtre d'Angers, Les Gémeaux
- 1990 : Cabinet de lectures de Dominique Dupuy, Festival d'Avignon
- 1990 : L'Ourse blanche de Daniel Besnehard, Nouveau théâtre d'Angers, Théâtre Paris-Villette
- 1991 : Les P'tits Loups d'Ellar Wise, Nouveau théâtre d'Angers
- 1992 : Le Pain dur de Paul Claudel, Nouveau théâtre d'Angers
- 1993 : Harriet de Jean-Pierre Sarrazac, Nouveau théâtre d'Angers, Théâtre Paris-Villette
- 1994 : L'Enfant d'Obock de Daniel Besnehard, Scène nationale d'Aubusson, Nouveau théâtre d'Angers, Les Gémeaux
- 1994 : Les Bonnes Ménagères de Carlo Goldoni, Les Gémeaux, Nouveau théâtre d'Angers
- 1995 : Teltow Kanal d'Ivane Daoudi, Nouveau théâtre d'Angers
- 1996 : Mariage à Sarajevo de Ludwig Fels (de), Nouveau théâtre d'Angers
- 1997 : Oncle Vania d'Anton Tchekhov, Nouveau théâtre d'Angers
- 1997 : Vésale de Patrick Roegiers, lecture dirigée par Claude Yersin, Festival d'Avignon
- 1998 : Mesure pour mesure de William Shakespeare, Nouveau théâtre d'Angers, Théâtre de l'Est parisien
- 1998 : Le Petit Maroc de Daniel Besnehard, Studio-Théâtre de la Comédie-Française
- 1998 : Neige et sables, Libre échange, L'Étang gris, L'Ourse blanche, Troublés, Le Petit Maroc, L'Enfant d'Obock, Clair d'usine, Les Mères grises, Passagères, Arromanches de Daniel Besnehard, lectures dirigées par Claude Yersin, Festival d'Avignon
- 1988 : Mala Strana de Daniel Besnehard, lecture dirigée par Claude Yersin, Festival d'Avignon
- 1999 : Hudson River de Daniel Besnehard, Nouveau théâtre d'Angers, Les Gémeaux
- 2000 : Le Courage de ma mère de George Tabori, Nouveau théâtre d'Angers, Théâtre de l'Aquarium
- 2001 : Électre-Oreste de Sophocle et d'après Eschyle, Nouveau théâtre d'Angers, Nouveau Théâtre de Besançon
- 2003 : Portrait d'une femme de Michel Vinaver, Nouveau théâtre d'Angers
- 2004 : Bamako d'Éric Durnez, Nouveau théâtre d'Angers
- 2004 : Gust de Herbert Achternbusch, Nouveau théâtre d'Angers
- 2005 : Le Comte Öderland de Max Frisch, Nouveau théâtre d'Angers
- 2006 : L'Objecteur de Michel Vinaver, Nouveau théâtre d'Angers, Théâtre de l'Union, Théâtre de l'Est parisien, tournée
- 2010 : Caterpillar de Hawa Demba Diallo, Théâtre d'Auxerre, Comédie de l'Est

## Prix
- 1985 : Prix Georges-Lerminier du Syndicat de la critique pour Usinage
- 1987 : Prix de la meilleure création d'une pièce en langue française du Syndicat de la critique pour Arromanches
- 2000 : Prix Georges-Lerminier du Syndicat de la critique pour Le Courage de ma mère